# ساعر 4
زوارق الصواريخ فئة ساعر 4 (بالعبرية: סער 4) أو فئة ريشيف، كانت عبارة عن سلسلة من زوارق الصواريخ التي بُنيت اعتماداً على تصميمات البحرية الإسرائيلية القائمة على الخبرة المتراكمة المستمدة من فئات عملية شيربورغ؛ (ساعر 1 وساعر 2 وساعر 3). بُني ثلاثة عشر زورقاً في أحواض بناء السفن الإسرائيلية، عشرة للبحرية الإسرائيلية وثلاثة للبحرية الجنوب الأفريقية. كما بُنيت ستة زوارق أخرى للبحرية الجنوب أفريقية في جنوب إفريقيا بمساعدة إسرائيل.
وقعت الاشتباكات الأولى لزوارق ساعر 4 في حرب أكتوبر 1973 عندما اشتبك زورقا آي إن إس ريشيف وآي إن إس كيشيت، مع سفن المصرية والسورية والأهداف الساحلية. باعت إسرائيل معظم زوارقها من طراز ساعر 4 إلى أساطيل بحرية أخرى، لكن آي إن نيتساخون وآي إن إس عتصموت ظلا في الخدمة النشطة في البحرية الإسرائيلية حتى 2014.

## المستخدمون

### إسرائيل
بُنيت عشرة زوراق ساعر 4 للبحرية الإسرائيلية. كان هناك اثنان فقط في الخدمة اعتباراً من 2013. حيث فُككت ثلاثة زوارق منها، مع نزع الأنظمة المستخدمة عليها لاستخدامها في بناء زوارق فئة ساعر 4.5. اشترت تشيلي ثلاث زوارق وهيكل واحد مجرد من الأنظمة. واشترت سريلانكا زورقين.
| اسم الزورق                  | الصورة | تاريخ الخدمة                               | المصير | الحالة |
| --------------------------- | ------ | ------------------------------------------ | --- | --- |
| آي إن إس ريشيف الشرارة      |        | أُطلق في 1973. كُلف في 1973.                 | اشترته تشيلي في 1997 تحت اسم إل إم-34 أنغاموس.                                                                       | في الخدمة (تشيلي) |
| آي إن إس كيشت القوس         |        | أُطلق في 1973. كُلف في 23 أغسطس 1973.        | اشترته تشيلي في 1997 تحت اسم إل إم-31 شيبانا.                                                                        | في الخدمة (تشيلي) |
| آي إن إس روماخ النصل        |        | أُطلق في 1974                               | اشترته تشيلي في 1979 باسم إل إم-30 كازما.                                                                            | في الخدمة (تشيلي) |
| آي إن إس كيدون المزراق      |        | أُطلق في 1974                               | تفكك. أُعيد تجميع أنظمة مختلفة منه فوق هياكل زوارق ساعر 4.5 في 1994. فيما أُغرق الهيكل القديم كنصب تذكاري تحت الماء.   | خرج من الخدمة |
| آي إن إس ترشيش              |        | أُطلق في 1975                               | تفكك. أُعيد تجميع بعض أنظمته فوق هياكل زوارق ساعر 4.5 في 1995 اشترت تشيلي الهيكل القديم في 1997 باسم إل إم-30 بابودو. | تفكك في 1998 للحصول على قطع غيار للبحرية التشيلية                                                                        |
| آي إن إس يافو يافا          |        | أُطلق في 1975                               | تفكك. أُعيد تجميع أنظمة مختلفة منه فوق هياكل زوارق ساعر 4.5 الجديدة في 1998.                                          | خرج من الخدمة |
| آي إن إس نيتساخون النصر     |        | أُطلق في 10 يوليو 1978. كُلف في سبتمبر 1978. | تحول إلى مكافحة الغواصات. تقاعد في 15 يناير 2014                                                                     | خرج من الخدمة |
| آي إن إس آتسماؤوت الاستقلال |        | أُطلق في سبتمبر 1978. كُلف في فبراير 1979.   | تحول إلى مكافحة الغواصات. تقاعد في 5 مارس 2014                                                                       | أُغرق في يوليو 2016، بواسطة ساروخي هاربون - أطلقها آي إن إس هيتز وآي إن إس حيريف، ضمن اختبار صاروخي أجراه الأسطول الثالث. |
| آي إن إس موليديت الوطن      |        | أُطلق في 1979.                              | تحول إلى مكافحة الغواصات. اشترته سريلانكا في 2000 باسم سورانيمالا.                                                   | مُباع |
| آي إن إس كوميميوت السيادة   |        | أُطلق في 1980.                              | تحول إلى مكافحة الغواصات. اشترته سريلانكا في 2000 باسم نانديميترا.                                                   | مُباع |

### جنوب أفريقيا
جرى تعديل المركبة الهجومية من فئة واريار [الإنجليزية] (فئة مينيستر سابقاً) في الخدمة مع البحرية الجنوب أفريقية، إلى مركبة هجومية سريعة فئة ساعر 4 (ريشيف). وُقع عقد مع شركة الصناعات العسكرية الإسرائيلية لبناء ثلاث سفن من فئة رشيف المعدلة في منشأة أحواض بناء السفن الإسرائيلية بحيفا في 1974. بُنيت ثلاثة سفن بعد ذلك مباشرة في حوض بناء السفن ساندوك-أوسترال [الإنجليزية] في ديربان، جنوب إفريقيا، مع بناء ثلاثة أخرى في نفس المنشأة بعد عدة سنوات. أجبر فرض الحظر الدولي على بيع الأسلحة إلى جنوب إفريقيا في 4 نوفمبر 1977، إسرائيل على تنفيذ المشروع تحت ستار من السرية. زوُدت النسخ الجنوب أفريقية بصواريخ جبريل، المعروفة في جنوب إفريقيا باسم صواريخ «سكوربيون»، وكانت عليها مدفعان أوتو ميلارا 76 ملم بدلاً من مدفع واحد مع نظام فلانكس الصاروخي.

### تشيلي
اشترت البحرية التشيلية أول زورق ساعر 4 في 1979، تبعه زورق ثان في 1980 وكان آخر زورقين في 1997. جرى شراء زورق بابودو (آي إن ترشيش سابقاً) مع العديد من الأنظمة المفقودة وبسبب قيود الميزانية تقاعد في 1998، بعد عام واحد فقط من دخوله الخدمة. جميع طائرات زوارق ساعر 4 في خدمة البحرية التشيلية مسلحة بمدفعين  أوتو ميلارا 76 ملم، وثمانية قاذفات صواريخ جبريل ومدفعان أورليكون 20 ملم باستثناء زورق أنغاموس الذي جرى تحديثه في 2013 باستبدال أربعة من قاذفات صواريخ جبريل بأربعة قاذفات إكزوست إم إم 40. لا تزال ثلاث طائرات على زوارق ساعر 4 في الخدمة اعتباراً من 2020.

### سريلانكا
اشترت البحرية السريلانكية زورقين إسرائيليين في 2000، لتشكيل فئة نانديميثرا. ليس من المؤكد ما إذا كانت هذه الزوارق تحتفظ بقدرات صواريخ هاربون، ومع ذلك، تحتفظ بقدرات صواريخ جبريل.

## روابط خارجية
- Israeli Weapons dealer
- Israeli Weapons
- Project Japonica: The secret building of South African Strike Craft in Israel, 1975-79